# Жан-Батист, Эрик
Эрик Жан-Батист (фр. Éric Jean Baptiste, 13 августа 1970 — 28 октября 2022, Порт-о-Пренс) — гаитянский политик и предприниматель. Он был кандидатом на президентских выборах 2015 года, представляя партию Социалистическое движение (Mouvement Action Socialiste, MAS).

## Биография
Эрик Жан-Батист родился в Порт-о-Пренсе, Гаити. Он был младшим ребёнком среди семи детей в семье — четырёх девочек и трёх мальчиков. Жан-Батист вырос в христианской семье. 15 марта 1990 года в возрасте 19 лет Жан-Батист создал свою первую компанию — Père Eternel loto. Был лидером Объединения прогрессивных национал-демократов.
Жан-Батист был убит по дороге к своему дому в районе Лабуль-12 28 октября 2022 года, вследствие обстрела его машины. В результате нападения также погиб его телохранитель. Ранее, в 2018 году, Жан-Батист попал в перестрелку, получив пулевое ранение. Чиновник и бывший сенатор Ивон Бюссерет и его племянник были убиты в том же районе за пару месяцев до убийства Эрика.